# Distrikt Lambrama
Der Distrikt Lambrama liegt in der Provinz Abancay in der Region Apurímac im zentralen Süden von Peru. Der Distrikt wurde am 23. August 1838 gegründet. Er besitzt eine Fläche von 526 km². Beim Zensus 2017 wurden 3169 Einwohner gezählt. Im Jahr 1993 lag die Einwohnerzahl bei 4967, im Jahr 2007 bei 5043. Die Distriktverwaltung befindet sich in der 3111 m hoch gelegenen Ortschaft Lambrama mit 603 Einwohnern (Stand 2017). Lambrama liegt knapp 30 km südsüdöstlich der Provinzhauptstadt Abancay.

## Geographische Lage
Der Distrikt Lambrama liegt im Andenhochland im zentralen Süden der Provinz Abancay. Er erstreckt sich über das Einzugsgebiet des Río Lambrama, rechter Nebenfluss des Río Pachachaca. Letzterer fließt entlang der nordwestlichen Distriktgrenze nach Norden.
Der Distrikt Lambrama grenzt im Südwesten an den Distrikt Circa, im Nordwesten an den Distrikt Pichirhua, im Norden an den Distrikt Abancay, im Nordosten an den Distrikt Curahuasi, im Osten an den Distrikt Mariscal Gamarra (Provinz Grau) sowie im Süden an die Distrikte Curpahuasi und Chuquibambilla (beide ebenfalls in der Provinz Grau).

## Ortschaften
Im Distrikt gibt es neben dem Hauptort folgende größere Ortschaften:
- Atancama (264 Einwohner)
- Santa Isabel de Caype (322 Einwohner)
- Sejebamba (248 Einwohner)
- Siusay (209 Einwohner)